# Sleepy John Estes
John Adam Estes, meglio conosciuto come Sleepy John Estes o Sleepy John (Ripley, 25 gennaio 1899 – 5 giugno 1977), è stato un cantante e musicista statunitense di blues, tra i nomi più noti e importanti per gli appassionati del genere.
Nel 1991, fu introdotto nella Blues Hall of Fame.

## Discografia
- Sleepy John Estes, 1929-1940 (RBF Records)
- Complete Recorded Works 1929-1941 Vols 1-2 (Document)
- I Ain't Gonna Be Worried No More 1929-1941 (Yazoo)
- The Legend of Sleepy John Estes (Delmark)
- Broke and Hungry (Ragged and Dirty, Too) (Delmark)
- Brownsville Blues (Delmark)
- Down South Blues (Delamark)
- Sleepy John Estes In Europe (Delmark)